# 拉弗雷斯内达
拉弗雷斯内达，是西班牙阿拉贡自治区特鲁埃尔省的一个市镇。总面积40平方公里，总人口419人（2001年），人口密度10人/平方公里。